# Stanisław Potoczek (1849–1919)
Stanisław Potoczek ps. Wojtek z Grodziska, Wojtek z Ostrej Górki, Wojtek z Jaworka (ur. 11 września 1849 w Rdziostowie, zm. 19 kwietnia 1919 tamże) – wójt Rdziostowa od 1876, poseł do Sejmu Krajowego, poseł do Rady Państwa w Wiedniu.

## Życiorys
Był synem Błażeja i Marii z Płachtów, starszym bratem Jana. Ukończył czteroklasową szkołę ludową w Nowym Sączu, był samoukiem. W latach 1876–1891 był wójtem rodzinnej wsi w Rdziostowie, gdzie posiadał 33-morgowe gospodarstwo. Publikował artykuły w Wieńcu i Pszczółce po nawiązaniu kontaktów z Bolesławem Wysłouchem, w Przyjacielu Ludu. W latach 1890–1905 był członkiem Rady Powiatowej w Nowym Sączu i członkiem Wydziału Powiatowego. W latach 1906–1909 pełnił funkcję wiceprzewodniczącego tejże Rady. W 1909 został jako pierwszy chłop obrany Marszałkiem Powiatowym, ale władze austriackie nie zatwierdziły tego wyboru. Inicjator i współorganizator wspólnie z bratem Janem utworzonego 3 lipca 1893 w Nowym Sączu Związku Stronnictwa Chłopskiego, w latach 1893–1908 – prezes Zarządu Głównego Stronnictwa, redaktor pisma „Związek Chłopski”. Do Sejmu Krajowego wszedł jako poseł w 1889 wybrany z 62 Okręgu Nowy Sącz. W Sejmie dużo przemawiał i wniósł 30 interpelacji w 1895 był zastępcą przewodniczącego Komisji Sejmowej do rewizji katastru gruntowego i członkiem Komisji Agrarnej. W latach 1907–1911 poseł do Rady Państwa w Wiedniu, członek Klubu Katolicko-Ludowego zrzeszającego posłów chłopskich, 1911–1913 – członek Rady Naczelnej PSL. Po rozłamie w PSL w 1913 usunął się od aktywnej działalności politycznej. Przyczyniły się do tego także i wiek, i choroby jeśli jednak brał udział w wystąpieniach i wiecach ruchu ludowego opowiadał się po stronie PSL Piast. Zmarł w Rdziostowie, został pochowany w Nowym Sączu na cmentarzu na Helenie.
Z małżeństwa z Eleonorą z Sikorskich (1857–1936) miał synów: Błażeja, Franciszka, Ignacego i Narcyza.